# Volcano
Volcano – piąty album studyjny norweskiej grupy blackmetalowej Satyricon, został wydany w 2002 roku. W 2003 roku wydawnictwo uzyskało nominację do nagrody norweskiego przemysłu fonograficznego Spellemannsprisen w kategorii Best Metal album oraz nominację do nagrody Alarmprisen w kategorii Metal Album Of The Year.

## Realizacja nagrań
Nagrania odbyły się w Puk Studios w Danii pomiędzy sierpniem a wrześniem 2001 roku oraz w studiu Barracuda w Norwegii pomiędzy październikiem a listopadem tego samego roku. Miksowanie odbyło się na przełomie marca i kwietnia 2002 roku w Puk Studios. Wykonał je Jeff "Critter" Newell, który współpracował m.in. z grupami Ministry i Marilyn Manson.
Gościnnie w nagraniach wzięła udział norweska wokalistka jazzowa Anja Garbarek. Ponadto w utworze "Existential Fear-questions" na gitarze zagrał Knut "Euroboy" Schreiner znany z występów w zespole Turbonegro. Zaanonsowany został również udział w nagraniach amerykańskiego basisty i wokalisty Davida Vincenta znanego z występów w grupie Morbid Angel oraz ówczesnego wokalisty formacji Pantera – Phila Anselmo. Jednakże Vincent i Anselmo ostatecznie nie wystąpili na albumie odpowiednio z powodu braku wolnego czasu i problemów zdrowotnych. Kjetil-Vidar "Frost" Haraldstad o albumie wypowiedział się w następujący sposób:

W moim odczuciu Volcano to bardzo mroczna, złowieszcza i pełna mocy płyta. To, co trochę mnie dziwi jeśli chodzi o tę płytę to to, iż wszystkie piosenki brzmią inaczej, ale jest pewien wspólny klimat towarzyszący im wszystkim. A kierunek muzyczny albumu? Black metal, stworzony i wykonany z jakością właściwą Satyricon.

## Wydanie i promocja
W połowie 2001 roku zespół podpisał kontrakt z wytwórnią muzyczną EMI. Posunięcie formacji wzbudziło kontrowersje w środowisku muzycznym. Sigurd "Satyr" Wongraven w związku z umową z firmą wystosował następujące oświadczenie:

Z podpisanym przez nas kontraktem nie wiąże się żadna dramatyczna historia, chociaż wiem, że fani black metalu takie uwielbiają. Po prostu podpisaliśmy umowę, która zapewnia nam większy budżet na studio i wsparcie ogromnej machiny promocyjnej. Satyricon stawał się coraz większym zespołem i w końcu pogodzenie obowiązków muzyka i wydawcy zaczęło mnie przerastać. Zapewne z tego samego powodu Monumentum nie wydaje płyt w Avantgarde, a Zyklon i Emperor nagrywają dla Candlelight, a nie dla Nocturnal Art, należącej do Samotha.

Piąty album formacji poprzedziła kompilacja pt. Ten Horns – Ten Diadems, która ukazała się w czerwcu 2002 roku. Wydawnictwo Volcano którego premierę wyznaczono początkowo na 2 września ostatecznie ukazało się 22 października 2002 roku nakładem wytwórni muzycznej Capitol Records, która jest własnością koncernu EMI. Pierwsze występy promujące wydawnictwo odbyły się dopiero w 2003 roku.
Album promował teledysk zrealizowany do utworu "Fuel For Hatred", który wyreżyserował Jonas Åkerlund znany ze współpracy z grupami Metallica i The Prodigy. W marcu również 2003 roku podczas europejskiej trasy koncertowej promującej album perkusista Kjetil-Vidar "Frost" Haraldstad doznał pęknięcia kości stopy. Podczas trasy Black Lava Down Europe 2003 muzycy wystąpili m.in. w Holandii, Wielkiej Brytanii, Francji, Hiszpanii, Portugalii, Włoszech i Niemczech. Koncerty Satyricon poprzedzała grupa Khold.

## Recenzje
Wydawnictwo spotkało się z niejednoznacznym przyjęciem ze strony krytyków muzycznych. John Serba na łamach serwisu AllMusic zwrócił uwagę na przebojowość kompozycji "Fuel for Hatred" i "Repined Bastard Nation,". Z kolei Kit Brown recenzent serwisu Sputnikmusic podkreślił kunszt muzyków ze wskazaniem na osobę perkusisty Kjetil-Vidara "Frosta" Haraldstada. Daniel Wieczorek recenzent rockmetal.pl napisał:

Satyr i Frost, gdy trafiają na jakiś motyw to ciągną go chwilę, dlatego utwory na płycie są dość długie – średnio pięć, sześć minut (nie licząc ostatniego kawałka), a cały krążek trwa niespełna 55 minut. Muzyka na "Volcano" to czyste gitary, perkusja i oczywiście porykiwania Satyra (pozostałe dźwięki stanowią ledwie dostrzegalne tło), czyli black metal, ale na pewno bliższy "Rebel Extravaganza" niż "Nemesis Divina".

## Lista utworów
Opracowano na podstawie materiału źródłowego.
1. "With Ravenous Hunger" – 6:40
2. "Angstridden" – 6:23
3. "Fuel for Hatred" – 3:53
4. "Suffering the Tyrants" – 5:08
5. "Possessed" – 5:21
6. "Repined Bastard Nation" – 5:44
7. "Mental Mercury" – 6:53
8. "Black Lava" – 14:29
9. "Live Through Me" – 4:47 (bonus na płycie winylowej)
10. "Existential Fear-questions" – 5:34 (bonus na płycie winylowej)

## Twórcy
Opracowano na podstawie materiału źródłowego.
| - Sigurd "Satyr" Wongraven – gitara prowadząca, gitara rytmiczna, gitara basowa, wokal prowadzący, produkcja muzyczna, aranżacje, miksowanie, mastering, realizacja dźwięku, muzyka, słowa - Kjetil-Vidar "Frost" Haraldstad – perkusja - Anja Garbarek – gościnnie wokal (utwory 2, 7, 8) - Knut "Euroboy" Schreiner – gościnnie gitara (utwór 10) - Erik Ljungren – syntezatory, programowanie, realizacja dźwięku - Espen Berg – mastering | - Critter – miksowanie - Nagellfar – konsultacje - Marcel Lelienhof – zdjęcia - Michael H. Fernando – realizacja dźwięku - Synnøve Solbakken – sample - Kvamme & Bodin At Virtual Garden – okładka, oprawa graficzna - Fernander F. Flux/Observatoriet – zdjęcia |

## Wydania
| Rok  | Nr katalogowy     | Format                | Wytwórnia           | Region            | Źródło |
| ---- | ----------------- | --------------------- | ------------------- | ----------------- | ------ |
| 2002 | 07243 5 38938 2 8 | CD, Album             | Capitol Records     | Norwegia          | [ 10 ] |
| 2002 | 07243 5 42860 2 5 | CD, Album             | Capitol Records     | Europa            | [ 10 ] |
| 2002 | 07243 5 42860 2 5 | CD, Album, Copy Prot. | Capitol Records     | Norwegia          | [ 10 ] |
| 2002 | 07243 5 42860 2 5 | CD, Album, Copy Prot. | Virgin              | Europa            | [ 10 ] |
| 2003 | Fog 031           | 2xLP, Album, Ltd, Gat | Moonfog Productions | Norwegia          | [ 10 ] |
| 2004 | WK73009           | CD, Album, Enh        | Red Ink             | Stany Zjednoczone | [ 10 ] |

## Pozycje na listach
| Lista    | Kraj     | Pozycja |
| -------- | -------- | ------- |
| VG-lista | Norwegia | 4       |